# Maria Chiara Giannetta
Maria Chiara Giannetta, née le 20 mai 1992 à Foggia, est une actrice italienne.

## Biographie
A l'âge de 11 ans, Maria Chiara Giannetta commence ses premières représentations de théâtre, puis à 14 ans, elle suit des ateliers à Foggia, sa ville natale. Elle s'inscrit en faculté de lettres puis entre au
Centre expérimental du cinéma de Rome,,.
En 2011, Maria Chiara Giannetta commence sa carrière au théâtre avec la comédie musicale Chicago puis en 2014 elle obtient un rôle dans un épisode de la série  Un sacré détective (Don Matteo). Au cinéma, elle tourne dans L'Affranchie de Marco Danieli et Ricordi? de Valerio Mieli.
En 2018, l'actrice se voit proposer son premier rôle récurrent dans la série Un sacré détective (Don Matteo). Elle interprète Anna Olivieri, capitaine des carabiniers, aux côtés de Terence Hill et Nino Frassica. La série créée en 2000 est l'une des plus regardées de l'histoire de la fiction italienne et est diffusée en France depuis sa création.
En 2021, elle devient l'héroïne de la série policière Blanca. Elle joue Blanca Ferrando, une jeune femme aveugle et consultante spécialisée dans le décodage de fichiers audio. La série est un grand succès en Italie (5,6 millions de téléspectateurs) et est diffusée sur la chaîne française M6. Maria Chiara Giannetta remporte le Ruban d'argent 2022 de la meilleure actrice,,

## Filmographie

### Cinéma
- 2016 : L'Affranchie de Marco Danieli
- 2018 : Ricordi? de Valerio Mieli
- 2018 : Tafanos de Riccardo Paoletti
- 2019 : Mollami de Matteo Gentiloni
- 2019 : Bentornato Presidente de Giancarlo Fontana et Giuseppe G. Stasi
- 2025 : Follemente de Paolo Genovese
- 2025 : Muori di lei de Stefano Sardo (it) : Sara

### Télévision
- 2014 : Un sacré détective, série
- 2016 : Baciato dal sole, mini-série
- 2016 : L'allieva
- 2017 : Un passo dal cielo
- 2017-2019 : Che Dio ci aiuti, série
- De 2018 à  2024 : Un sacré détective, série
- Depuis 2021 : Buongiorno, mamma!, série
- Depuis 2021 : Blanca, série

### Clip vidéo
- 2020 : Sembro matto de Max Pezzali

## Théâtre
- 2011 et 2017 : Chicago, mise en scène Roberto Galano
- 2012 : Girotondo, mise en scène Guglielmo Ferraiola [8]
- 2012 : Il gatto con gli stivali, mise en scène Giuseppe Rascio[9]
- 2012-2013 : I racconti di Silente, mise en scène Paola Capuano [10]
- 2016 : Gretel. Un viaggio di solo ritorno, mise en scène Roberto Galano [11]

## Distinctions

### Récompenses
- Rubans d'argent 2022 : Meilleure actrice pour Blanca (série télévisée)